# Geringde inktzwam
De geringde inktzwam (Coprinus sterquilinus) is een schimmel uit de familie Coprinaceae. De soort leeft saprotroof op strorijke oude paardenmest of in door pony’s beweide natuurgebieden.

## Kenmerken

### Uiterlijke kenmerken
Vruchtlichaam
Hij lijkt als een kleine versie van de geschubde inktzwam. Hij heeft ook een vlezig ringetje en de hoed is ook elliptisch van vorm en schubbig. Met zijn afmeting van 5 cm hoog en 3 cm breed is hij echter aanmerkelijk kleiner.
Sporenprint
De sporenprint is roodbruin tot zwart.

### Microscopische kenmerken
De sporen zijn erg groot (17–26 × 10–15 µm) en elliptisch van vorm.

## Verspreiding
De geringde inktzwam heeft zich wereldwijd verbreid en komt voor in Europa, Azië en Amerika. In Nederland komt de soort zeldzaam voor en hij staat op de rode lijst in de categorie 'Ernstig Bedreigd'. De vruchtlichamen verschijnen in de zomer.